# Desierto y semidesierto tropicales del mar Rojo
El desierto y semidesierto tropicales del mar Rojo es una ecorregión de la ecozona paleártica, definida por WWF, situada en la península arábiga y la costa sur del Sinaí.

## Descripción
Es una ecorregión de desierto que ocupa 651.300 kilómetros cuadrados de monótonas llanuras de arena, grava y lava en la península arábiga; se extiende por la costa sur del Sinaí, en Egipto, el extremo sur de Israel, el suroeste y parte del centro de Jordania, partes del oeste y del norte de Arabia Saudita, un pequeño enclave en el suroeste de Irak, el norte de Yemen y el centro-sur de Omán.
La biodiversidad es muy limitada; el clima es extremado, las precipitaciones pueden estar ausentes durante años.

## Fauna
La fauna característica incluye el órice de Arabia (Oryx leucoryx), la gacela persa (Gazella subgutturosa), el gato del desierto (Felis margarita) y el zorro de la arena (Vulpes rueppelli).

## Estado de conservación
En peligro crítico. La ganadería, la caza furtiva y los vehículos todo-terreno son las principales amenazas.